# Біда (емірат)
Біда — емірат в Нігерія. Утворився на основі держави Нупе. 1897 року визнав британський протекторат. В подальшому став церемоніальним утворенням в складі незалежної Нігерії.

## Історія
З початку XIX ст. халіфат Сокото активно сприяв джихаду на південь від річки Кадуна. Це поєднувалося з поширенням ваги народу фульбе. 1841 року Масаба дан Малам Дендо, що по материнській лінії належав до правителів (ецу) держави Нупе, після запеклої боротьби захопив трон. Втім йому довелося придушувати постійні заколоти та повстання. 1856 року владу захопив його зведений брат Усман, який оголосив про утворення емірату Біда, але давній титул володаря «ецу» зберіг. Проте справжнім засновником нової держави став Масаба, який 1859 року повернувся на трон.
До середини 1870-х років триває розширення держави, насамперед внаслідок ослаблення Ілорінського емірату та держави Ойо. Також частково вдалося просунутися в східному напрямку. Втім у середині 1890-х років через боротьбу за трон відбувається ослаблення держави. Водночас усіх сусідів Біди на південь і схід підкорили британці. У 1897 році війська Королівська Нігерійська компанія увійшли до Біди, де повалили еміра Абу-Бакра, поставивши замість нього родича Мухаммаду. Підкорення емірату дозволило британцям почати підкорення держави Сокото.
У 1901 році емірат Біда увійшов до складу провінції Нупе (з 1908 року провінції Нігер) протекторату Північна Нігерія. З цього часу фактична влада еміра припинилася. Втім правителі Біди зберігалися протягом британського панування та за часів незалежної Нігерії.

## Ецу
- Усман Закі дан Малам Дендо (1856—1859)
- Масаба дан Малам Дендо (1859—1873)
- Умару Маджігі (1873—1884)
- Малікі дан Усман Закі (1884—1895)
- Абу-Бакр дан Масаба (1895—1897), вперше
- Мухаммаду дан Умару Маджігі (1897—1899), вперше
- Абу-Бакр дан Масаба (1899—1901), вдруге
- Мухаммаду дан Умару Маджігі (1901—1916), вдруге
- Белло дан Малікі (1916—1926)
- Малам Саїду (1926—1935)
- Мухаммаду II Ндаяко (1935—1962)
- Усман Саркі (1962—1969)
- Муса Белло (1969—1975)
- Умару Санда Ндаяко (1975—2003)
- Ях'я Абубакар (з 2003—)